# Datu Abdullah Sangki
Datu Abdullah Sangki (Bayan ng Datu Abdullah Sangki) är en kommun i Filippinerna. Kommunen ligger på ön Mindanao, och tillhör provinsen Maguindanao. Folkmängden uppgår till 32 907 invånare.
Datu Abdullah Sangki är indelat i 10 barangayer.